# 保罗·史塔曼兹
保罗·史塔曼兹（英語：Paul Stamets，1955年7月17日—）是美國的一名真菌學家、作家與真菌修復和藥用真菌的提倡者。

## 研究與觀點
保罗·史塔曼兹於1979年畢業於长青州立大学（The Evergreen State College），他現在是國際藥用真菌雜誌（The International Journal of Medicinal Mushrooms）編輯委員會的成員，也是亞利桑那大學整合藥物計畫的顧問。他致力於研究真菌的藥用特性，並參與受NIH贊助，研究以菇類作為愛滋病與癌症輔助療法的實驗室計畫。保羅申請了許多抗病毒藥物、農藥與藥用菌絲體的專利，他的研究被認為是尖端且有遠見的。作為復育生態學的提倡者，保羅也投入研究以真菌修復生態的方法。
保罗·史塔曼兹已發現了四種新種真菌，著作了許多菇類鑑別與培養的書籍與報告。他提倡樸門(Permaculture)，認為真菌培養是樸門的一個有價值但尚未被充分利用的層面。他也是以真菌進行生物復育的先驅，並將這些方法稱為真菌復育（Mycoremediation）與真菌過濾（Mycofiltration）。

## 獲獎
保羅是1998年共同遺產協會（The Collective Heritage Institute）「Bioneer獎」的獲獎者，也獲得了1999年Pacific Rim Association of Resource Conservation and Development Councils的新西北创建人奖。除此之外，他在2008年11、12月的《优涅读者》被列為「50個改變世界的卓見者」（50 Visionaries Who Are Changing Your World）之一。2010年2月，保羅因在生態復育領域的貢獻獲得國際生態復育學會西北分會的主席獎。他的成就是紀錄片《第十一個小時》的焦點之一，也出現在生態紀錄片《Dirt》和《2012：改变时刻》（2012, Time for a Change）。
2008年，保羅在TED大會以「真菌拯救世界的六種方法」（6 Ways Mushrooms Can Save the World）為題發表演講並大受好評，並於2011年在TEDMED大會再次發表。
2012年6月30日，他獲頒波特蘭國立自然療法醫學院的榮譽科學博士學位。

## 個人生活
保羅經營了一個家族公司「Fungi Perfecti」，銷售真菌培養的工具。他有兩名子女，Azureus Stamets與LaDena Stamets，妻子為C. Dusty Wu Yao。保羅也是一名熟練的武術運動員，1979年獲得跆拳道黑帶，1994年獲花郎道黑帶。

## 著作
- Mycelium Running: How Mushrooms Can Help Save the World (2005, ISBN 1-58008-579-2)
- MycoMedicinals: An Informational Treatise on Mushrooms (1999, ISBN 0-9637971-9-0)
- Psilocybin Mushrooms of the World (1996, ISBN 0-89815-839-7)
- Growing Gourmet and Medicinal Mushrooms (1996, ISBN 1-58008-175-4)
- Mushroom Cultivator, The (1983, ISBN 0-9610798-0-0)
- Psilocybe Mushrooms & Their Allies (1978), Homestead Book Company, ISBN 0-930180-03-8)

## 流行文化
2017年開播的美國影集《星艦迷航記：發現號》中有一個角色的名字相同，是像史塔曼茲致敬，該角色也是真菌學家。

## 参阅
- 真菌學家列表（英语：List of mycologists）

## 外部連結
- （英文）Stamets's Bio （页面存档备份，存于） at Fungi Perfecti
- （英文）Stamets' TED talk （页面存档备份，存于）, Stamets' Ted Talk from Mar 2008.
- （英文）Stamets' TEDMed talk 2011 （页面存档备份，存于）
- （英文）Mushroom Power （页面存档备份，存于）, Stamets' article for YES! Magazine from March 2003.